# Willem Hendrik Alexander Carel van Heeckeren van Kell
Willem Hendrik Alexander Carel baron van Heeckeren van Kell (Den Haag, 12 augustus 1774 - Ruurlo, 24 juli 1847) was een Nederlands politicus.
Hij studeerde geschiedenis maar voltooide deze studie niet. Hij was lid van de Staten-Generaal van de Verenigde Nederlanden (1814-1815), lid van de Tweede Kamer en minister van Staat. Na zijn lidmaatschap van de Staten-Generaal was baron van Heeckeren van Kell tussen 1815 en 1834 kamerheer van koning Willem I en was hij tevens gouverneur van de provincie Gelderland.
Hij was Ridder Grootkruis in de Orde van de Nederlandse Leeuw.